# Columbus Grove
Columbus Grove é uma vila localizada no estado norte-americano de Ohio, no Condado de Putnam.

## Demografia
Segundo o censo norte-americano de 2000, a sua população era de 2200 habitantes.
Em 2006, foi estimada uma população de 2161, um decréscimo de 39 (-1.8%).

## Geografia
De acordo com o United States Census Bureau tem uma área de 2,7 km², dos quais 2,7 km² cobertos por terra e 0,0 km² cobertos por água.

## Localidades na vizinhança
O diagrama seguinte representa as localidades num raio de 16 km ao redor de Columbus Grove.